# Љубомир Поповић (учитељ)
Љубомир Поповић је учитељ Ива Андрића и Андрић му је посветио своју приповијетку „Учитељ Љубомир“.

## Биографија
Љубомир Поповић је рођен 07.11.1862. у Соколовићима (Котар вишеградски), окружје Сарајевско (Босна).
Народност: Српска, вјера: источно-православна
Ожењен Илинком, рођ. Шкоровић 1883. године и у браку са њом, изродио седморо дјеце: Милутина, Бранка, Милана, Драгољуба, Ленку, Јованку, Милеву.
Основну школу завршио у Србији (не наводи се мјесто), а учитељску школу у Сарајеву. Био оспособљен за српско православно појање и добро говорио српски и њемачки.
Поред ових личних података, налазимо и податак да је као ученик, написао причу Даскал, која је објављена у значајном педагошком часопису тог доба и прича је уврштена у антологију радова ученика Учитељске школе.
Пред Први свјетски рат, у вријеме анексионе кризе, због незадовољства тадашњим притиском аустроугарске власти и због јавних протеста, био је по казни премјештен на службу у мјесто Горња Прача. Затим слиједе нове недаће. У току Првог свјетског рата провео је двије године у казаматима у Араду (Румунија), да би касније био депортован у Какањ (мјесто у средњој Босни).
Одмах по завршетку рата, у новој држави, краљевини СХС, поново је постављен за учитеља у Основној школи у Вишеграду. Пензионисан је 1924. године, а умро 1928. године и сахрањен на вишеградском православном гробљу.

## Учитељ Љубомир и Иво Андрић
Једна од најтоплијих Андрићевих прича написана, када је писац сазнао за смрт свога учитеља, је „Учитељ Љубомир“. Овај некролог објављен је 1930. године, неколико година послије смрти Љубомира Поповића, првог учитеља Ива Андрића. Читајући пишчеву биографију, уочавамо да су најмање познате и истражене прве деценије његовог живота, а посебно период дјетињства и школовања у Вишеграду.
Постоји више објашњења зашто је то тако и зашто има најмање сачуваних података из тог периода. Сам писац је казивао да је Вишеград несрећна варош, на стратешки веома важном мјесту, уз границу, гдје су се увијек сударали интереси великих и моћних држава, гдје су нестајале и поново настајале нове границе, гдје се становништво послије сваке кризе, устанка или рата расељавало и мијењало. Тешко је наћи неку вишеградску породицу, која је у неколико нараштаја стварала и живјела у вароши.
Послије сваког немирног периода, преживјели су се селили, најчешће из безбједоносних или економских разлога. Тако се одувијек у Вишеграду досељавало и селило, уништавало претходно створено и таман када стаса зрела генерација, која би могла да донесе напредак и омогући новим нараштајима бољу будућност, деси се неки нови рат, пресељења, избјеглице и згаришта. Због тога је остало врло мало сачуваних материјалних доказа о прошлости мјеста, значајним периодима и људима, о значајним објектима и грађевинама. Овакав положај и судбина мјеста условила је и менталитет Вишеграђана, који су најчешће неповјерљиви према странцима, тврди на ријечима, упућени само једни на друге, често замишљени јер брину бриге претходних нараштаја и у неизвјесности гледају у будућност, стрепећи од нових сеоба. Ријетко се ко у овој вароши обогатио, „Јер се код њих пара не држи“ , али када би се и то десило, као по неком неписаном правилу, брзо је богатство пропадало и нестајало.
И то је тако одувијек; смјењује се власт, а времена су бременита несрећом и врло често мржњом. Због свега реченог Андрићева прича, о свом „великом учитељу“ , који је имао унутрашњу снагу, топлину и доброту, је посебна и дубоко људски испричана. То „нешто“ умилно и добро, обасјало је дјечакову душу, при првом сусрету са њим, 1899. године када су га као шестогодишњака довели пред учитеља Љубомира. „То је био једини учитељ, од званичних учитеља, кога се по добру сећам. Све што је дошло доцније у гимназији, унивезитету, било је грубо, опоро, аутоматски, без воље, вере, човечности, топлине и љубави.“
По казивању Андрићевих биографа, учитељ Љубомир је својим знањем, добротом, људским односом према свим живим створењима, први пробудио љубав према књизи и љепоти причања. Тако су се, на срећу будућег писца, среле двије изузетне личности - добри учитељ и занесени ученик.
Ко је Љубомир Поповић, за кога у званичним биографијама нашег писца постоји тек неколико основних података? По чему је то посебан вишеградски учитељ, који ће у великој мјери обиљежити пишчев будући животни пут?

## Рад Учитеља Љубомира
Ево неких основних података, којим ћу расвијетлити рад и живот учитеља Љубомира.
Прича о животу учитеља Љубомира Поповића.
Зграда Основне школе, коју је Андрић похађао у периоду од 1899. до 1903. године и данас постоји као Спомен-учионица и налази се у Новој махали, у близини Рзавског моста. До школе је дјечак морао да пређе ћуприју на Дрини, цијелу чаршију, па још један дрвени мост на Рзаву - прилично дуг пут, због тога је морао да има пратњу. То је била Ајкуна Хрељић, дјевојка, која је помагала у одржавању домаћинства тетки Ани, са којом ће Андрић све до њене смрти (а умрла је код кћери и сахрањена у Сарајеву, гдје је провела посљедње године свог живота) одржавати везе и материјално је помагати.
Школа је имала педесетак ученика, углавном хришћанске и јеврејске дјеце, неколико учитеља, а управник је био Љубомир Поповић.
У тадашњем спису (картону) са подацима о запосленој особи, под именом особник забиљежени су сљедећи подаци о учитељу:
Поповић Љубомир, дефинитиван учитељ, посједник Златног крста за заслуге. Указом од 25.10.1923. године Министарства Просвете, одликован Орденом Св. Саве V реда.
Рођен 07.11.1862. у Соколовићима (Котар вишеградски), окружје Сарајевско (Босна).
Народност: Српска, вјера: источно-православна
Ожењен Илинком, рођ. Шкоровић 1883. године и у браку са њом, изродио седморо дјеце: Милутина, Бранка, Милана, Драгољуба, Ленку, Јованку, Милеву.
Основну школу завршио у Србији (не наводи се мјесто), а учитељску школу у Сарајеву. Био оспособљен за српско православно појање и добро говорио српски и њемачки.
Особник Љубомира Поповића Кућа учитеља Поповића у Новој махали
Поред ових личних података, налазимо и податак да је као ученик, написао причу Даскал, која је објављена у значајном педагошком часопису тог доба и прича је уврштена у антологију радова ученика Учитељске школе.
Пред Први свјетски рат, у вријеме анексионе кризе, због незадовољства тадашњим притиском аустроугарске власти и због јавних протеста, био је по казни премјештен на службу у мјесто Горња Прача. Затим слиједе нове недаће. У току Првог свјетског рата провео је двије године у казаматима у Араду (Румунија), да би касније био депортован у Какањ (мјесто у средњој Босни).
Одмах по завршетку рата, у новој држави, краљевини СХС, поново је постављен за учитеља у Основној школи у Вишеграду. Пензионисан је 1924. године, а умро 1928. године и сахрањен на вишеградском православном гробљу. Неколико корака од гроба учитеља Љубомира, сахрањени су, али у католичком гробљу, Андрићеви тетка и теча, Ана и Иван Матковшчик.
Нажалост, страхоте рата, окупације и затворе није осјећао и проживио само Љубомир Поповић, већ и његов ученик Иво Андрић (боравио у затворима Сплита, Шибеника и Марибора, а затим интерниран у село Овчарево).

## Потомци Андрићевог Учитеља
У годинама које су долазиле, трагична судбина обиљежила је животе његових синова.
Син Милутин (1885-1940) био је уважени професор у Сарајеву и Андрићев добар и искрен пријатељ - остала је сачувана преписка. Умро је изненада у Вишеградској бањи и сахрањен је поред оца на гробљу у Вишеграду.
Син Бранко (1888-1945/1946?) био је свештеник, као и деда, Љубомиров отац. Предавао је вјеронауку у школи у Вишеграду. Страдао је непосредно послије Другог св. рата са групом свештеника када су покушали да напусте земљу, у мјесту Миљевина код Фоче. По причању живих потомака учитеља Љубомира, прије неколико година, мјесто злочина је откривено и пронађени су, послије више од пола вијека, остаци убијеног свештеника Бранка Поповића.
Син Милан (1894-1942) по занимању цариник, под неразјашњеним околностима, погинуо је 1942. године на граници, у Мокрој Гори. Не зна му се за гроб.
Син Драгољуб (1899-19--) је врло млад умро.
Од кћери, само је Јованка била удата и имала потомство.
Отац учитеља Љубомира, свештеник, дошао је у Вишеград осамдесетих година 19 вијека. И данас, у родном селу Соколовићи, у засеоку Попов до (али сада мјесто припада општини Рудо), постоје остаци куће свештеника Вуколе, Љубомировог оца. У приватној преписци двојице потомака учитеља Љубомира пише:
„Покојни стриц Милутин је пре Другог св. рата испитивао наше порекло, па је стигао до Црне Горе, до племена Дробњаци, на Дурмитору и пронашао да потичемо од Остојића или Нешовића (?). Дедин отац је био свештеник и звао се Вукола. Деда Љубомир је дошао у Вишеград као дете и чаршија га је звала „Попче“ , тако да су га, када су уведене књиге рођених уписали као „Поповић“. Ето толико знам.“
Породица Поповић била је угледна и богата, јер су поред лијепе породичне куће у Новој Махали, посједовали и два објекта у старој Вишеградској бањи, гдје и данас постоји турски хамам, који је грађен кад и вишеградска ћуприја.
Послије Другог свјетског рата, насљедницима учитеља Љубомира, власт је одузела кућу и већ 1953. године кућа је уписана на име новог власника .
Куће у Бањи су такође одузете и национализоване и деценијама су биле у саставу угоститељско-туристичког предузећа „Панос“ Вишеград, а данас „Вилина влас“. Осамдесетих година 20. вијека потомци су тражили повратак имовине, када је већ био направљен и нови хотел у Вишеградској бањи, али се све завршило само на захтјеву за повратак.
Тако је породица Андрићевог учитеља Љубомира Поповића, која је у неколико нараштаја школовала професоре, учитеље, свештенике, официре у историјски кратком периоду пропатила и страдала.

## Умјесто закључка
На овом тлу, гдје се смјењују у одређеним временским размацима свакојаке недаће и несреће, Андрић је дивним и искреним казивањем уздигао доброту свога учитеља изнад сваке мржње и зла. Он је свјетионик који је показао дјечаку, будућем писцу, да се само добротом човјек издиже изнад времена која на овим просторима никада нису била лака.
О доброти учитеља Љубомира свједоче и малобројни потомци старих вишеградских породица. Сјећају се да нико од њихових очева није поменуо учитељево име сједећи - устајали би и крстили се, захвални што су за свог пријатеља имали учитеља Љубомира .
Стога је овај чланак најљепши споменик једном учитељу. Живот је одабрао Љубомира Поповића да буде учитељ дјечаку Андрићу, који је на вишеградској стази, тврдој и неправилној засновао мисао о богатству и љепоти свијета.
Споменик учитељу Љубомиру, велики и бијели, и данас постоји на стрмом гробљу у Црнчи, у Вишеграду. Походе га они који знају да је то гроб учитеља јединог нашег нобеловца, књижевника Ива Андрића.